# Protogygia epipsilioides
Protogygia epipsilioides là một loài bướm đêm trong họ Noctuidae.